# Amin Gemayel
Amin Gemayel o Amine Gemayel (en árabe أمين الجميل), (Bikfaya - Mhaydseh, 22 de enero de 1942 -) es un político libanés y líder del grupo Kataeb.
Fue presidente de Líbano entre 1982 y 1988; fue elegido por la Asamblea Nacional el 21 de septiembre de 1982, en reemplazo de su hermano Bachir Gemayel quien había sido elegido el mes anterior pero fue asesinado antes de asumir el cargo.

## Biografía
Pertenece a la familia Gemayel, destacada familia política católico maronita dentro de la historia libanesa desde los años 1930.